# BMW Open 2014
BMW Open 2014 — тенісний турнір, що проходив на ґрунтових кортах у місті Мюнхен, Німеччина з 28 квітня. Належав до категорії ATP World Tour 250.

## Фінальна частина

### Одиночний розряд
Мартін Кліжан —  Фабіо Фоніні 2–6, 6–1, 6–2

### Парний розряд
Джеймі Маррей /  Джон Пірс (тенісист) —  Колін Флемінг /  Росс Гатчінс 6–4, 6–2